# Polina Astachowa
Polina Hryhoriwna Astachowa (ukr. Поліна Григорівна Астахова, ur. 30 października 1936 w Dniepropietrowsku, zm. 5 sierpnia 2005 w Kijowie) – radziecka gimnastyczka (Ukrainka), wielokrotna medalistka olimpijska.
Astachowa była jedną z najwybitniejszych gimnastyczek swoich czasów. Na igrzyskach debiutowała w Melbourne w 1956, ostatni raz wystąpiła w Tokio 8 lat później. Za każdym razem, podczas trzech startów, zdobywała medale (łącznie dziesięć). Trzykrotnie należała do złotej drużyny, a dwukrotnie triumfowała w ćwiczeniach na poręczach (1960 i 1964). Także dwukrotnie zajmowała trzecie miejsce w wieloboju. Była medalistką mistrzostw świata i Europy.
W roli trenera pracowała z kadrą Związku Radzieckiego kobiet. W 2002 została uhonorowana miejscem w Hall of Fame Gimnastyki.

## Starty olimpijskie
Melbourne 1956
- drużyna – złoto
- drużyna (ćwiczenia z przyborem) – brąz

Rzym 1960
- poręcze, drużyna – złoto
- ćwiczenia wolne – srebro
- wielobój – brąz

Tokio 1964
- poręcze, drużyna – złoto
- ćwiczenia wolne – srebro
- wielobój – brąz